# Бенсаула, Тедж
Тедж Бенсаула (фр. Tedj Bensaoula 1 декабря 1954, Хаммам-Бу-Хаджар, Алжир) — алжирский футболист и футбольный тренер, играл на позиции нападающего.

## Карьера
Тедж Бенсаула родился на ферме своих бабушки и дедушки, на высотах массива Тессала. В 1958 году его семья была изгнана из этого района, запрещённого во время Освободительной войны, семья переехала в Хаммам-Бу-Хаджар, когда Теджу было четыре года.
Во взрослом футболе дебютировал в 1970 году выступления за команду клуба «УС Хаммам-Бу-Хаджар», в котором провёл семь сезонов. В течение 1977 - 1987 лет выступал за клубы «МК Оран», «Гавр» и «Дюнкерк».
Бенсаула выступал в составе сборной Алжира на двух чемпионатах мира. В 1982 (забил один гол) и 1986 годах. Он также участвовал в летних Олимпийских играх 1980 года.
Вернувшись в футбол после длительного перерыва, он начал тренерскую карьеру в 2001 году, возглавив тренерский штаб национальной сборной Алжира, с которой проработал всего один год. В 2002 году возглавлял тренерский штаб команды «Оран».

## Достижения

### Клубные
- Победитель Дивизиона 2 Франции в сезоне 1984/1985 в составе «Гавра»

### Сборная Алжира
- Бронзовые медали Средиземноморских игр 1979 года в Сплите
- 2-е место на Кубке африканских наций 1980 года в Нигерии
- 3-е место на Кубке африканских наций 1984 года в Кот-д’Ивуаре
- 1/4 финала Летних Олимпийских игр 1980 года в Москве
- Участник Чемпионатов мира: 1982 года в Испании и 1986 года в Мексике